# 匹克球

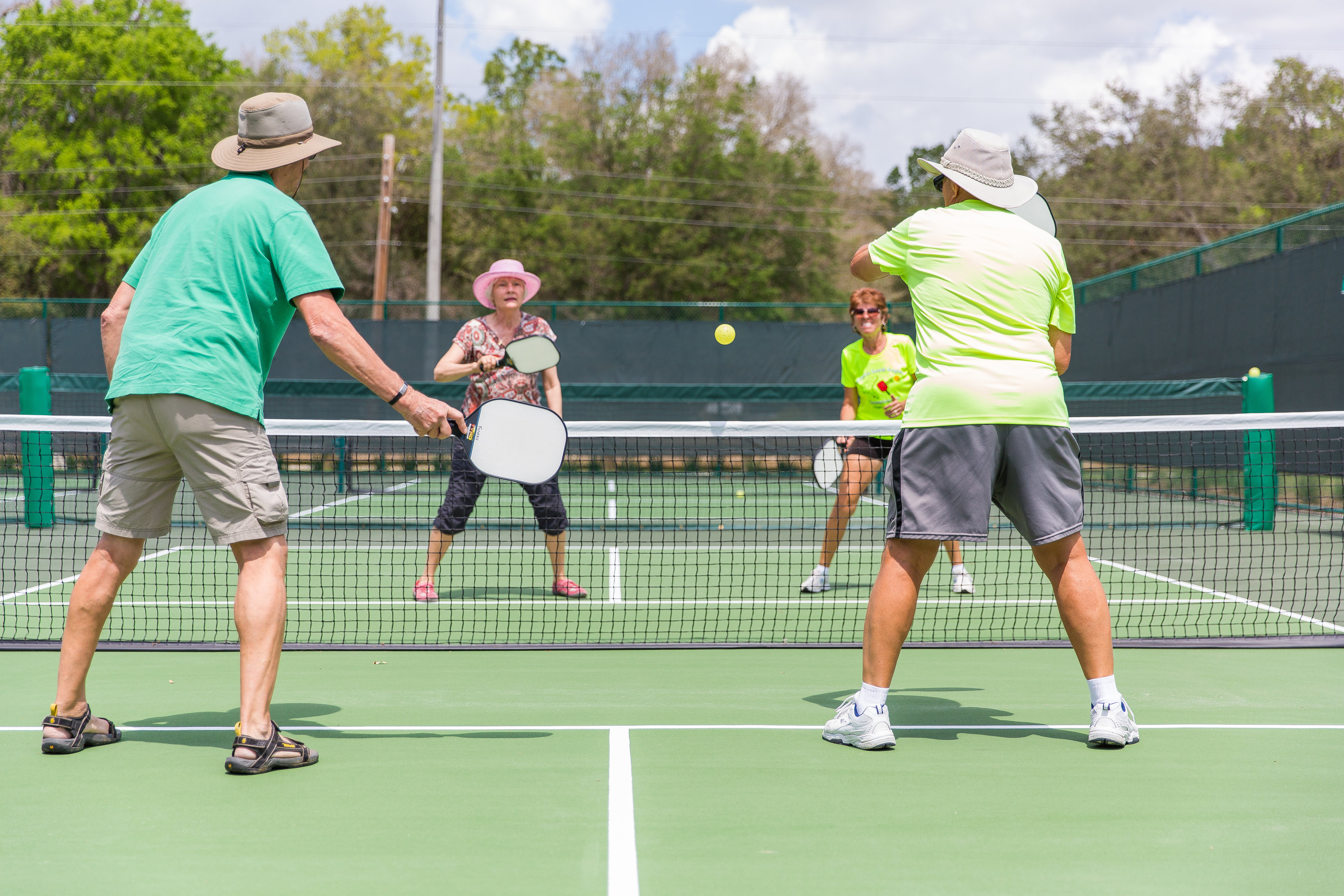
匹克球雙打

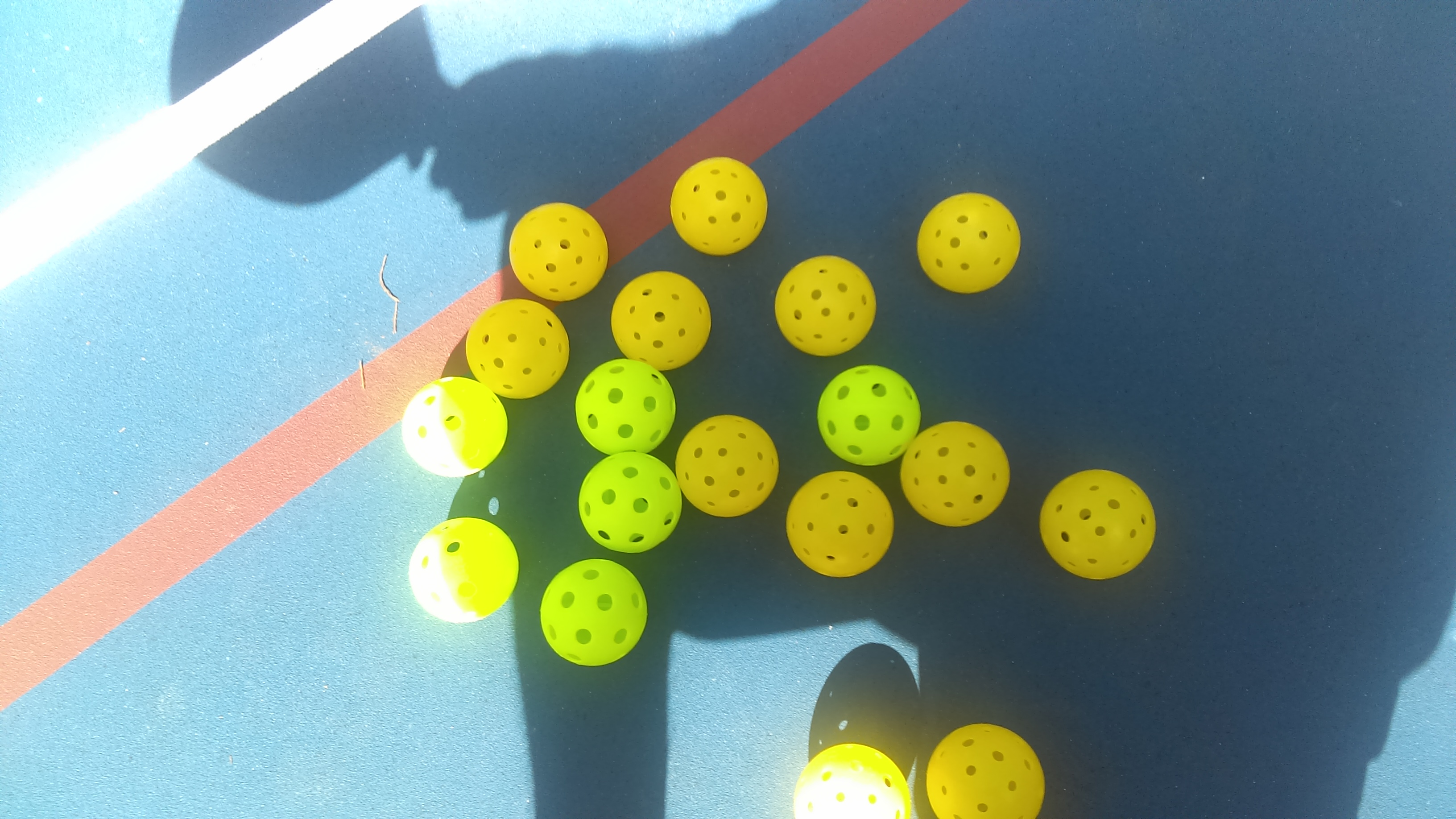
匹克球

匹克球(英語：Pickleball)，又稱黃瓜球、泡菜球，是一种用球拍击球的新興運動，並融合网球、羽毛球和乒乓球這三種揮拍類隔网竞技运动的元素。

## 歷史
匹克球的起源可以追溯到1965年的一個夏天的周六，居住在美國西雅圖市國會議員喬爾·普里查德（1925-1997）在和他剛打完高爾夫球的朋友比爾·貝爾(Bill Bell)（1923-2006）的家庭聚會上，為了安撫兩家無聊到發慌的孩子們，在渡假屋後院的羽毛球場上，因找不到合适的羽球和拍，便即興在屋內拿了剩餘的乒乓球板和塑膠威浮球，他们从羽毛球网高度（60英寸高）的网开始，雙方胡亂模仿羽毛球隔著球網在空中對打互擊，大人和孩子都打得很起勁。随着周末比赛的进行，他们发现球在瀝青表面上弹跳得很好，他们最终将球网降低到36英寸高。
一星期之後，普里查德的把這游戏介紹給另一個朋友巴尼·麥卡勒姆(Barney McCallum)（1926-2019），這三名父親的原意希望訂立一個游戏適合家人孩子们，便共同為此参考当时的羽毛球规则訂立了一套規則，成為了匹克球運動的雛形。
到1967年，第一个永久性匹克球场在喬爾·普里查德的朋友和邻居鲍勃·奥布莱恩(Bob O'Brian)的后院建成。
1972年，成立了一家公司来保护这项运动。
1975年，《国家观察家报》首次撰写了有关匹克球的文章。
网球杂志随后在1976年发表了一篇关于美国最新球拍运动的文章。
1976年春天，世界上第一个已知的锦标赛在华盛顿州图克维拉的南方中心体育俱乐部举行。ONIX队的Steve Paranto获得第二名，David Lester获得男子单打冠军。
1984年，世界第一个匹克球组织—美国业余匹克球协会成立，在全国范围内推广匹克球运动，同时发布了第一本官方规则手册。Sid Williams于1984年至1998年担任第一任执行董事兼总裁。
到1990年，匹克球在所有50个州都在进行。两年后，Pickle-Ball， Inc.使用定制钻孔机在内部制造匹克球。到1999年，第一个匹克球网站推出，名为Pickleball Stuff。
2001年，匹克球在亚利桑那州高级奥运会上引入，吸引了100名球员，这是当时最大的赛事。后来，赛事开始增长到近300名玩家。到2003年，Pickleball Stuff列出了北美39个已知的比赛地点：10个州，3个加拿大省和150个独立球场。
2005年，美國匹克球協會成立。
2008年，美国匹克球协会出版第一本官方锦标赛规则手册。
匹克球首次被纳入全国高级运动会协会。早安美国播出了关于匹克球的现场片段，这是这项运动的第一次大众媒体曝光。
在2019年至2021年间，匹克球职业联盟（Association of Pickleball Professionals，简称APP）、职业匹克球联盟（Professional Pickleball Association，简称PPA）和匹克球大联盟（Major League Pickleball，简称MLP）等职业赛事相继成立，让匹克球职业化。
2022年，匹克球被宣布为华盛顿州的官方体育运动。
2024年，匹克球列入2024巴黎奧運示範項目。

## 名稱由來
匹克球的運動名稱「Pickle」的由來有主要有三個說法:
第一個是根據喬爾·普里查德的妻子Joan的說法，她説因為這是融合多種運動，讓她想起了pickle boat上的船員，槳手是從其他船隻的剩餘人員中選出的。
第二個說法是Barney McCullum的版本，他說普里查德家養的狗叫「匹克斯」（Pickles）醃黃瓜，據說牠會在球打到一半時把球咬走叼着球跑。
第三個說法是Bill Bell的版本，他說他享受打球時令對手碰到小麻烦，仍出自美式俚語(英語：in a pickle)。

## 场地與設備

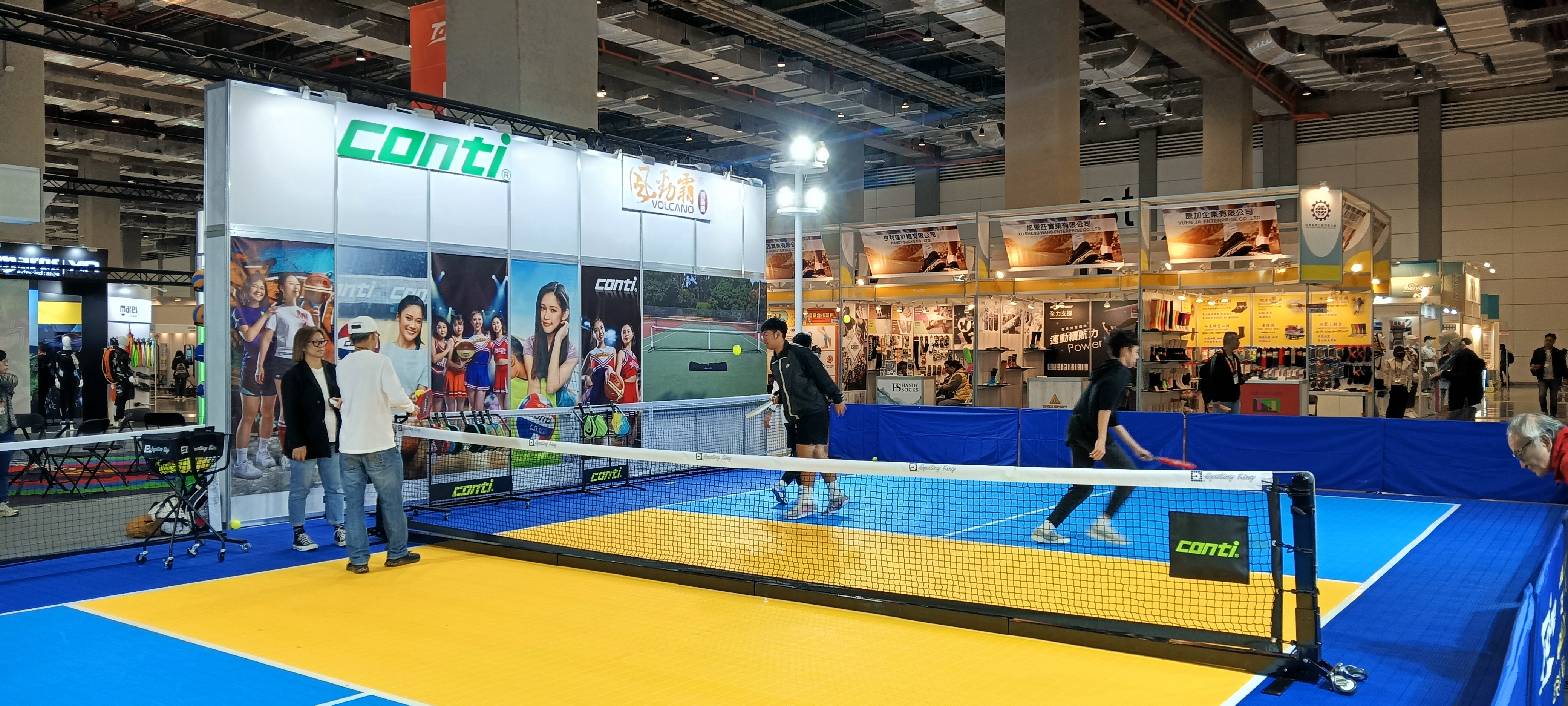
台灣國際運動及健身展設置的匹克球體驗區

匹克球的场地和羽毛球的场地完全相同，只是球網需要降到34吋（網球的網是36吋）的高度。使用的球大小如网球，是以ABS樹脂製成的薄壳中空球，直徑7.4公分，有26(室內)或是40(室外)个直径约1厘米的孔。横握的球拍形如较大的乒乓球拍，最初是木制的，目前有较轻的玻璃纤维、混合材料和碳纤维板的。
匹克球跟打法比較接近網球，手部揮拍動作多在腰部以下，運動量可比擬網球一樣激烈，但相較於網球較少運動傷害，例如網球肘，所以有些長期打網球的人，到了一定的年齡想要運動就好，而不想要運動傷害的，會轉而打匹克球，在美國有九十幾歲的老人還在打匹克球，表示匹克球真的很適合樂齡族群。
不管老少，即便是幼稚園的小孩，打匹克球都是同一支球拍，不同於網球，年紀比較小的小朋友需要使用迷你網球專用球拍。

## 规则
匹克球的规则和网球的规则类似，但是只是发球方可得分。此外，发球必须是在下手（腰下）击球；双方都必须在球于自己场地内落地一次之后方才可以凌空拦击对方来球。匹克球的设计是使所有在场的人都能积极活动。匹克球是球落点的竞技，是耐心的竞技；它不是气力和蛮力的竞技。 击球规则中，禁止在网前7英尺区域内凌空截击对方来球，有助于减轻在网前过强的扣杀。

## 各地發展

### 美国
匹克球在美国已经成为中学体育课经常的运动项目，在年轻人和老年人中已经逐渐普遍。只是在纽约州，就有500多所学校将匹克球设为课程。美国每年在许多地方有匹克球的市鎮、州和全国的比赛。美国有匹克球全国联谊会。
根據美國匹克球協會，2023年匹克球在美國的玩家數量成長至 1,360萬人，參與匹克球活動的人數在過去3年中激增了223%，已是目前美國增長速度最快的球類運動。

### 中國大陸
广州是中国最早开展匹克球运动的城市，自2012年广州海外留学的热衷于匹克球运动的人士就将匹克球引进广州在民间活动传播推广。
2017年10月18日，在深圳市体委、深圳市民政局等支持下，深圳市匹克球协会正式成立，成為中國內地首個匹克球組織。
2023年11月25日，中国匹克球运动工作委员会由国家体育总局小球运动管理中心牵头组织成立，中国匹克球运动工作委员会成立大会暨第一次全体会议在广州廣東奧林匹克體育中心召开，来自全国各地的56名代表参会，会上《匹克球竞赛规则2024版（试行）》通过施行。。
2024年10月，中国网球协会发布《匹克球运动 球的通用要求及试验方法》、《匹克球运动 球拍的通用要求及试验方法》、《匹克球运动 场地的通用要求及检验方法》三项团体标准。

### 台灣
2016年11月，匹克球正式引進臺灣，中華民國匹克球協會(Chinese Taipei Pickleball Association, CTPA)成立，自此中華民國匹克球協會主辦教練、裁判講習，台灣各地的匹克球協會、委員會，均與該協會合作舉辦國內及國際比賽。
2017年11月，於中山醫學大學舉辦「2017全國匹克球分級大賽」。
2018年9月，中華民國匹克球協會加入國際匹克球聯合會International Federation of Pickleball(IFP)。
2020年3月，中華民國匹克球協會與日本、新加坡、印度、菲律賓等國共同創立亞洲匹克球聯合會Asia Federation of Pickleball(AFP)。
2022年，台灣知名的運動節目「全明星運動會第三季」全新項目是匹克球。
2024年10月24日至27日，台中市運動局與中華民國匹克球協會在中市府舉辦「2024亞洲匹克球錦標賽」。

### 香港
匹克球於2017引進香港，中國香港匹克球總會在2017年成立，2018年8月成為匹克球國際聯合會International Federation of Pickleball (IFP) 成員。
2020年，「香港匹克球公開賽2020 The Hong Kong Open Pickleball Championships 2020」是首個在香港舉辦的國際匹克球賽事，由前香港女子網球運動員陳詠悠主辦；
「2020 中國香港匹克球總會教練杯」由中國香港匹克球總會主辦。
2021年， 「Asia Flex League - Hong Kong 匹克球香港站比賽」舉行
2023年，「World Pickleball Championship Hong Kong 2023」由中國香港大連排匹克球總會主辦。
2024年，康樂及文化事務署推出新興體育活動資助先導計劃，當中包括匹克球。
「世界匹克球巡迴賽 – 中國香港站2024」由中國香港大連排匹克球總會主辦；
「香港匹克球公開錦標賽2024 Hong Kong Open Pickleball Championships 2024」由中國香港網球總會主辦，於2024年9月在清水灣高爾夫球會室內場舉行。
「PPA 亞洲職業匹克球巡迴賽香港公開賽2025」由中國香港網球總會支持，於2025年8月21日至24日在啟德體育園體藝館舉行
。

### 澳门
2018年11月，中國澳門匹克球總會 Macau China Pickleball General Association成立。
2020年6月，中國澳門匹克球協會Pickleball Association of Macau China成立。
2021年新春期間，中國澳門匹克球協會聯合珠海匹克球協會共同創辦首屆「大灣區匹克球個人積分賽」。
2024年7月，位於澳門漁人碼頭戶外多用途場地的匹克球俱樂部開幕。
2024年7月5日，中国澳门匹克球总会、橫琴粵澳深度合作區匹克球运动协会代表签署框架协议，共同为「澳门匹克球横琴训练基地」揭牌。

## 外部連結
- 中華民國匹克球協會網頁（页面存档备份，存于）
- 美國匹克球協會（页面存档备份，存于）（英文）
- 亞洲匹克球聯合總會網頁（页面存档备份，存于）
- 馬克匹克球Youtube頻道（页面存档备份，存于）
- 匹克球影片
- CityStream: Passion for Pickleball（页面存档备份，存于）